# Fibré cotangent
En géométrie différentielle, le fibré cotangent associé à une variété différentielle M est le fibré vectoriel dual (en) T*M de son fibré tangent TM : en tout point m de M, l'espace cotangent (en) est défini comme l'espace dual de l'espace tangent :
Les sections lisses du fibré cotangent sont les 1-formes différentielles, l'une d'entre elles étant remarquable et appelée 1-forme tautologique (ou 1-forme de Poincaré, ou 1-forme de Liouville, ou 1-forme canonique, ou potentiel symplectique). Sa dérivée extérieure donne une 2-forme symplectique canonique. Le fibré cotangent est ainsi muni d'une structure de variété symplectique.
En conséquence, le fibré cotangent d'une variété différentielle peut être considéré comme l'espace des phases d'un système dynamique (dont la variété paramètre les variables de position), et l'on peut y écrire des équations d'évolution.